# Боцюрків Іларіон
Іларіо́н Боцю́рків (варіанти імені Ілярій, Іларіон; 9 квітня 1881, с. Горішня Слобідка, нині Монастириського району Тернопільської області, Україна — 20 серпня 1935, с. Сороки, нині Бучацького району Тернопільської області) — український галицький громадський діяч, правник. Співзасновник та голова Українського міщанського братства (Бучач), голова Надзірної ради Повітового союзу кооператив (ПСК) Бучач. Батько історика Богдана-Ростислава та дід Майкла (Михайла) Боцюрківих.

## Життєпис

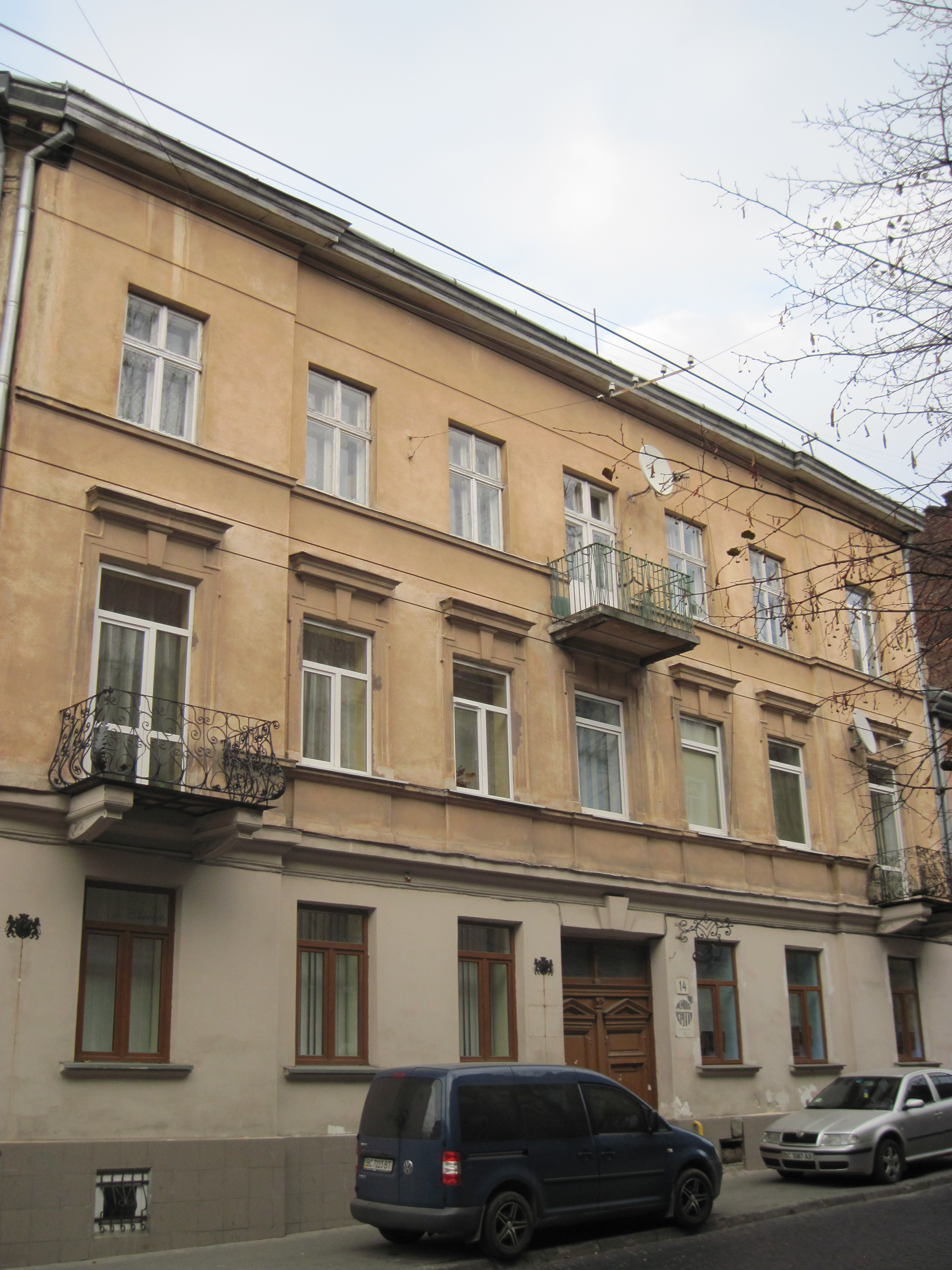
Дім, вул. Шептицьких, 14, Львів, осінь 2014

Народився 9 квітня 1881 в Галичині в селі Горішня Слобідка Бучацького повіту, Королівство Галичини і Володимирії, Австро-Угорщина (нині Монастириський район, Тернопільська область, Україна). Навчався у Самбірській гімназії, у грудні 1895 отримав стипендію розміром 157,5 золотих ринських.
7 липня 1905 адвокатський кандидат Боцюрків виступав на вічі українських народовців у залі «Народного Дому» в Перемишлі. Близько 7 червня 1910 здобув ступінь доктора прав у Львівському університеті. Працював адвокатом у Львові (мешкав у власному будинку на теперішній вулиці Шептицьких, 14), пізніше у Яворові. Зі студентських років приятелював із Станіславом Людкевичем. На початку 1914 року у Львові Боцюрків від імені делегації звернувся до голови Українського клубу Костя Левицького, намісника і маршалка у «справі удержавленя української приватної ґімназиї в Яворові».
1914 або 1915 року був заарештований після захоплення Львова російськими імперськими військами та у складі групи заручників із Яворова пішки був пригнаний в Російську імперію. 18 липня 1915 прибув у Полтаву. Передбачалося доправити галичан до Чернігова, а звідти, ймовірно, і до Сибіру. Втім, завдяки втручанню письменника Володимира Короленка заручникам дозволили залишитися в місті. За розпорядженням полтавського губернатора вони отримали можливість мешкати в приватній квартирі, але під наглядом поліції. Галицькі виселенці підсилили діяльність тутешніх українських культурно-освітніх установ, сам Іларіон Боцюрків став членом комісії української громади в Полтаві.
Наприкінці лютого 1918 адвокат зміг повернутися до Галичини. 1 листопада 1918 в Бучачі відбулися збори народних делегатів. 7 листопада 1918 Боцюрківа обрали повітовим комісаром (керівником) Бучацького повіту ЗУНР, на поіменному голосуванню членів повітової ради (соймика) за нього віддали 138 голосів з 209, а за його опонента Остапа Сіяка — 71.
Державний ревізор д-р Михайло Воробець встановив, що з 62 цистерн нафти, які прибули на бучацький двірець, тільки дві роздали мешканцям повіту, а 60 без сплати вивізного мита поїхали через Скалу за Збруч, через що Держскарбниця втратила 60000 корон. Винуватців — крадіїв нафти — не знайшли, д-р Воробець після слідства наказав арештувати по 3 українці та євреї, серед яких О. С. та священник. Також у Бучачі трапився випадок грабунку під впливом більшовицької пропаганди, наслідки якого ліквідували, однак повітового комісара д-ра Боцюрківа звільнили з посади як невідповідного їй. Після анексії ЗУНР Польщею був заарештований польською владою.
У післявоєнний період мав свою адвокатську канцелярію в Бучачі. Захищав, зокрема, звинуваченого польською владою Степана Федака-Смока. У квітні 1921 після доносу пробоща-поляка арештований польською поліцією за промову на святкуванні річниці Тараса Шевченка в Язлівці; випущений за відсутністю складу злочину. 27 жовтня 1922 його, також доктора Осипа Когута, управителя торгової спілки Остапа Сіяка, Клим Рогозинський, гімназійного професора Василя Винара, студента права Михайла Гузара, учня гімназії Івана Боднарука та інших арештувала польська влада та відправила до табору інтернованих. Наприкінці січня 1924 від імені української громади промовив прощальне слово під час похорону свого товариша по ув'язненню, гімназійного професора В. Винаря.
Певний час був головою Виділу бучацької філії «Просвіти», зокрема, у березні 1927. Один із засновників, у 1923—1927 рр. — голова громадської організації «Українське міщанське братство» в Бучачі. До 1933 року був головою Надзірної ради Повітового союзу кооператив (ПСК) Бучач. Того року переніс свою адвокатську канцелярію до Львова (до 27 серпня). 20 грудня 1933 брав участь у Загальних зборах народної організації Українців м. Львова, на яких його обрали до складу старшини.
Помер під час відвідин удови пароха Сороків о. Володислава Носковського п. Ольги Носковської (матері Зенона Носковського) від серцевої хвороби; похований у селі Сороках Бучацького району.

### Сім'я
Відомо, що мав дружину Ольгу. У подружжя було троє дітей:
1. Тарас (перед 1919–1941), у червні 1941 перед відступом радянських військ закатований у тюрмі м. Львова органами НКВС.
2. Марія (24 липня 1919 — ?), студентка приватної дівочої гімназії Сестер Василіянок у Львові[29], у 1939 році була ув'язнена польською владою на сім тижнів[30]. У 1939 р. вийшла заміж за Платона Лушпинського і переїхала до м. Ярослава (нині — Польща). 1942 повернулася до Львова, продовжила фармацевтичні студії, їздила по селах із лекціями. Пізніше потрапила під арешт органів НКВС й була засуджена на 10 років таборів на Колимі. З 1958 разом із чоловіком, лікарем-стоматологом Платоном Лушпинським проживали в Перемишлянах.
3. Богдан-Ростислав.